# Tiracola mediosuffusa
Tiracola mediosuffusa är en fjärilsart som beskrevs av Max Wilhelm Karl Draudt 1924. Tiracola mediosuffusa ingår i släktet Tiracola och familjen nattflyn. Inga underarter finns listade i Catalogue of Life.